# Cyrtonus puncticeps
Cyrtonus puncticeps is een keversoort uit de familie bladkevers (Chrysomelidae). De wetenschappelijke naam van de soort werd in 1882 gepubliceerd door Léon Marc Herminie Fairmaire.